# Fenantrolin
Fenantrolin, přesněji 1,10-fenantrolin (jako ligand zkráceně phen) je heterocyklická organická sloučenina, bílá pevná látka rozpustná v organických rozpouštědlech. Používá se jako ligand v koordinační chemii, s většinou kovových iontů vytváří silné vazby. Často je prodáván jako monohydrát.

## Příprava
Fenantrolin se připravuje dvojicí po sobě jdoucích Skraupových reakcí glycerolu s o-fenylendiaminem, katalyzovaných kyselinou sírovou, za přítomnosti oxidačního činidla, kterým bývá vodný roztok kyseliny arseničné nebo nitrobenzen.
Dehydratací glycerolu se vytvoří akrolein, který poté zkondenzuje s aminem a následně proběhne cyklizace.

## Koordinační chemie
Fenantrolin má podobné koordinační vlastnosti jako 2,2'-bipyridin (bipy), ale jeho vazby na kovy jsou pevnější; fenantrolin je ovšem slabším donorem než bipy.
Je známa řada homoleptických komplexů této sloučeniny, jako je [Fe(phen)3]2+, nazývaný ferroin, využívaný ke spektrofotometrickému stanovení železnatých iontů.
Ferroin je také používán jako redoxní indikátor, se standardním elektrodovým potenciálem +1,06 V. Redukovaná železnatá forma je tmavě červená a oxidovaná železitá má barvu světle modrou.
Ružový komplex [Ni(phen)3]2+ má vzájemně oddělitelné Δ a Λ izomery.
Komplex s měďnými kationty, [Cu(phen)2]+, vykazuje luminescenci.

## Bioanorganická chemie
Analog ferroinu [Ru(phen)3]2+ má bioaktivní vlastnosti.
1,10-fenantrolin je inhibitorem metalopeptidáz, například karboxypeptidázy A.
Inhibice probíhá skrze chelataci a odpojení kovových iontů potřebných ke katalytické aktivitě enzymu, čímž vznikne neaktivní apoenzym. 1,10-fenantrolin inhibuje hlavně metalopeptidázy obsahující zinek, jeho aktivita vůči vápníku je výrazně nižší.

## Podobné ligandy
Jako ligandy byly použity i mnohé deriváty fenantrolinu.
Substituenty v pozicích 2,9 chrání navázaný kov, když brání navázání více ekvivalentů fenantrolinu. Samotný fenantrolin vytváří působením dihalogenidů kovů komplexy typu [M(phen)3]Cl2 (M = Fe, Co, Ni). Neokuproin a bathokuproin oproti tomu tvoří 1:1 komplexy, jako je [Ni(neo/batho-kuproin)Cl2]2.
| ligand                         | pKa        | poznámka/jiný název    | obrázek |
| ------------------------------ | ---------- | ---------------------- | ------- |
| 1,10-fenantrolin               | 4,86       | phen                   |         |
| 2,2'-bipyridin                 | 4,30       | méně zásaditý než phen |         |
| 5-nitro-1,10-fenantrolin       | 3,57       |                        |         |
| 2,9-dimethyl-1,10-fenantrolin  | není známo | neokuproin             |         |
| 4,7-dimethyl-1,10-fenantrolin  | 5,97       |                        |         |
| 4,7-difenyl-1,10-fenantrolin   | není známo | bathofenantrolin       |         |
| 5,6-dimethyl-1,10-fenantrolin  | 5,20       |                        |         |
| 3,4,7,8-tetramethylfenantrolin | 6,31       | 3,4,7,8-Me4phen        |         |
| 4,7-dimethoxy-1,10‐fenantrolin | 6,45       | 4,7-(MeO)2phen         |         |

## Použití jako indikátor alkyllithných činidel
Alkyllithiné sloučeniny vytvářejí s fenantrolinem výrazně zbarvené produkty. Obsah alkyllithných sloučenin v roztoku lze určit přidáním malého množství fenantrolinu (přibližně 1 mg) a následnou titrací alkoholy do odbarvení roztoku. Podobně je možné titrovat i Grignardova činidla.